# Berner Gugger
| Berner Gugger                               | Berner Gugger |
| Bild gesucht                                | Bild gesucht  |
| ELRT: CH/0411                               | ELRT: CH/0411 |
| ------------------------------------------- | ------------- |
| Rassengruppe                                | Farbentauben  |
| Standardbestimmend im Europäischen Verband: | Schweiz       |
| Liste von Haustaubenrassen                  |               |

Der Berner Gugger ist die älteste verbürgte Schweizer Taubenrasse. Sie wurde im 16. Jahrhundert im Kanton Bern erzüchtet.
Ihr Name weist auf das dem Sperber ähnliche Gefieder des Kuckucks hin, dem die Zeichnung der Taube gleicht. Früher bedeckte sie die ganze Brust und heute ist sie auf den Halskragen reduziert.
Der Berner Gugger ist eine schnittige, elegante, temperamentvolle und flugfreudige Taube mit Spitzkappe. Ihre ursprüngliche Zeichnungsart ist der Blauschwanz. Der Weißschwanz entstand im 20. Jahrhundert.